# Lingua tuki
La lingua Tuki o Ki è una lingua bantoide meridionale parlata in Camerun.
I dialetti sono Kombe, Cenga, Tsinga, bundum, Njo, Ngoro e Mbere.